# Steven de Jong
Steven de Jong (Scharsterbrug, 26 juni 1962) is een Nederlandse televisie- en filmregisseur, filmacteur, filmproducent en scenarioschrijver. Zijn oeuvre als regisseur beslaat zowel jeugdfilms als films voor volwassenen.

## Biografie

### Jeugdjaren en start filmcarrière
De Jong werd geboren in Scharsterbrug op 26 juni 1962, alwaar hij opgroeide. Na de middelbareschoolopleiding startte hij op 18-jarige leeftijd een platenwinkel in Joure. Daar kwam later een cd-winkel in Heerenveen bij. Later volgde De Jong de "Media Academie" in Hilversum en maakte daarna naam met vele verfilmingen van vaak Friese onderwerpen. Hij maakte zijn debuut als acteur in Zeg 'ns Aaa. Hij werkte vervolgens meer dan 10 jaar voor de productiemaatschappijen van Joop van den Ende en John de Mol, als onder meer regisseur en producent, voor diverse televisieproducties waaronder Goede tijden, slechte tijden, De Erfenis en Paardenmagazine.

### Zelfstandig
In 1995 startte de Jong een eigen productiemaatschappij op, Steven Dejong Producties.  Hij produceerde, regisseerde en schreef het scenario voor tientallen films en televisieproducties, waaronder Spijkerhoek, De Hel van ’63, De Scheepsjongens van Bontekoe en Snuf de Hond. Sinds 2003 vertolkt De Jong de rol van Heit Klinkhamer in De Kameleon-franchise; zo speelde hij de rol in de bioscoopfilms De schippers van de Kameleon (2003), Kameleon 2 (2005) en De Kameleon aan de ketting (2021) en in de televisieserie De Kameleon (2018). Al deze projecten werden tevens door hemzelf geregisseerd.
Momenteel is hij vooral actief als regisseur en als bestuurder van zijn drie productiemaatschappijen. Samen met Dick van den Heuvel schrijft hij vaak de scenario's. Tevens is de Jong actief als voorzitter van de Stichting Fries Filmfonds.

## Prijzen
In 2000 won De Jong de Televizier-Ring voor Westenwind voor zijn werk als regisseur en creative producer. Voor zijn regie- en acteerwerk voor De Fûke ontving hij de Stimulansprijs en werd hij genomineerd voor twee Gouden Kalveren. Met zijn films won hij diverse andere prijzen, waaronder een 'platinafilm' voor De schippers van de Kameleon, een 'gouden film' voor De Scheepsjongens van Bontekoe, Kameleon 2 en De Hel van '63, en diverse andere lokale prijzen, zoals de 'Cinekid beste film' voor Penny's Shadow en de titel Best Art & Director op het Bagdad International Film Festival.

## Filmografie

### Als regisseur

#### Film
- 1996: De Gouden Swipe
- 2000: De Fûke
- 2003: De schippers van de Kameleon
- 2005: Kameleon 2
- 2007: De scheepsjongens van Bontekoe
- 2008: Snuf de hond en de jacht op Vliegende Volckert
- 2008: Snuf de Hond in oorlogstijd
- 2009: De Hel van '63
- 2010: Snuf en de IJsvogel
- 2010: Snuf en het spookslot
- 2011: Penny's Shadow
- 2013: Leve Boerenliefde
- 2014: Stuk!
- 2017: Spaak
- 2021: De Kameleon aan de ketting
- 2022: Grutte Pier

#### Televisie
- 1996-1997: Onderweg naar Morgen
- 1999-2001: Westenwind
- 2005: Baas Boppe Baas
- 2006: Van Jonge Leu en Oale Groond
- 2007: Dankert en Dankert
- 2008: Penny
- 2008-2009: Bit
- 2018: De Kameleon

### Als acteur

#### Film
- 1996: De Gouden Swipe, als Ate Wallinga
- 2000: De Fûke, als Germ
- 2003: De schippers van de Kameleon, als Heit Klinkhamer
- 2004: Sinterklaas Pakt Uit, als Heit Klinkhamer
- 2005: Kameleon 2, als Heit Klinkhamer
- 2006: Sportman van de Eeuw, als klant
- 2007: De scheepsjongens van Bontekoe, als Klaas Hajo (vader van Peter)
- 2008: Snuf de Hond in oorlogstijd, als Tjerk Verhoef
- 2008: Snuf de hond en de jacht op Vliegende Volckert, als Tjerk Verhoef
- 2010: Snuf en het spookslot, als Tjerk Verhoef
- 2010: Snuf en de IJsvogel, als Tjerk Verhoef
- 2014: Stuk!, als vader van Elizabeth
- 2017: Spaak, als man in trein
- 2021: De Kameleon aan de ketting, als Heit Klinkhamer

#### Televisie
- 1988: Zeg 'ns Aaa, als Huub
- 1991: 12 steden, 13 ongelukken, als verhuizer
- 1990-1993: Spijkerhoek, als Jeroen Jansen
- 1995: Bureau Kruislaan, als inspecteur Laber
- 2008-2009: Bit, als Tjitse de Vries
- 2018: De Kameleon, als Heit Klinkhamer